# Orez cu lapte

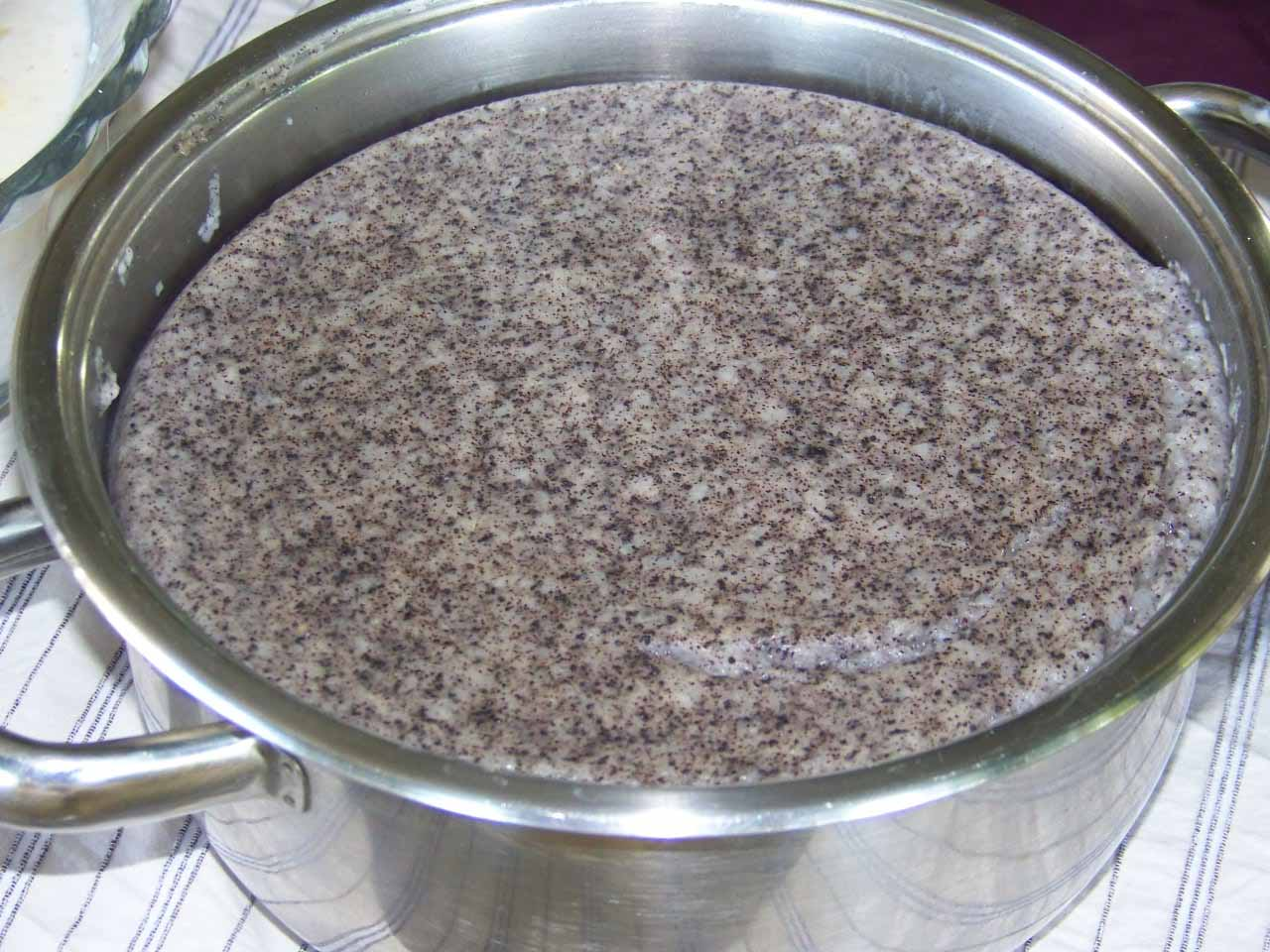
Orez cu lapte și cu mac.

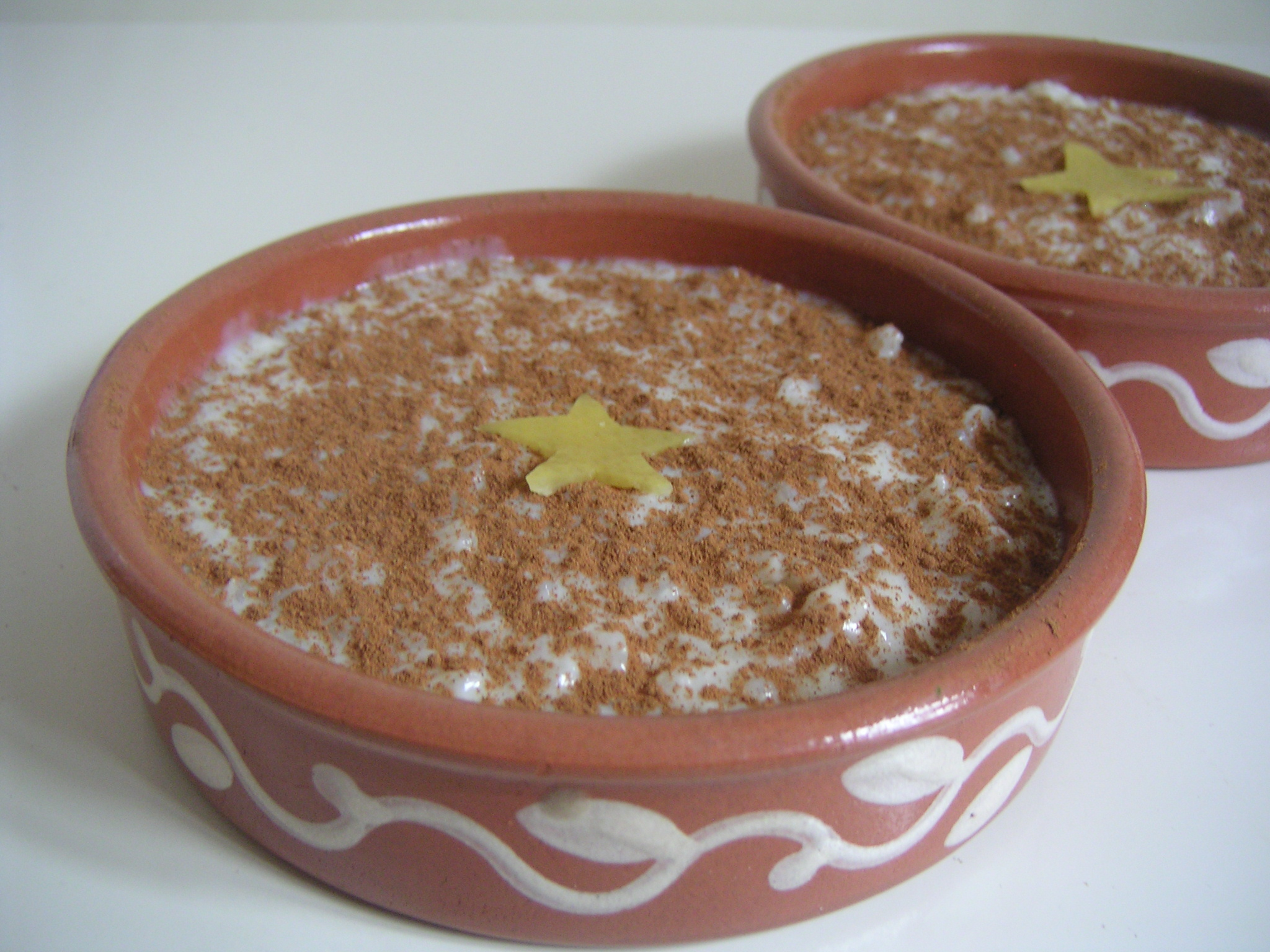
Arroz con leche (orez cu lapte din Spania).

Orezul cu lapte este un desert făcut din orez fiert în lapte. De obicei se condimentează cu zahăr și cu scorțișoară, nucșoară sau ghimbir. De multe ori se adaugă și stafide.